# 에드먼턴 엘크스
| 에드먼턴 엘크스 | |
| 디비전          | 웨스트 디비전 |
| 설립연도        | 1949년 |
| 해체연도        | |
| 역사            | 에드먼턴 에스키모스 (1949년~2020년) 에드먼턴 풋볼팀 (2020년~2021년) 에드먼턴 엘크스 (2021년~현재)                                               |
| 경기장          | 코먼웰스 스타디움 |
| 연고지          | 앨버타주 에드먼턴 |
| 구단주          | 퍼블릭 컴퍼니 |
| 단장            | 에드 허비 |
| 감독            | 제이슨 마스 |
| 디비전 우승     | 23회 (1952, 1954, 1955, 1956, 1960, 1973, 1974, 1975, 1977, 1978, 1979, 1980, 1981, 1982, 1986, 1987, 1990, 1993, 1996, 2002, 2003, 2005, 2015) |
| 그레이 컵 우승  | 14회 (1954, 1955, 1956, 1975, 1978, 1979, 1980, 1981, 1982, 1987, 1993, 2003, 2005, 2015)                                                       |
| 영구 결번       | - |

에드먼턴 엘크스(Edmonton Elks)는 캐나다 앨버타주 에드먼턴을 연고지로 하는 CFL의 웨스트 디비전 소속팀이다.

## 같이 보기
- 캐나디안 풋볼